# De origine actibusque Getarum
I Getica (il nome che lo studioso tedesco Theodor Mommsen assegnò al De origine actibusque Getarum) sono un'opera storiografica sui Goti, scritta dallo storico goto Giordane, forse mentre era tenuto prigioniero a Costantinopoli dall'imperatore Giustiniano I e furono probabilmente pubblicate nel 551. 

## Struttura
È lo stesso Giordane a dire di aver interrotto la sua opera sulla Storia romana per scrivere i Getica. Vista la perdita dell'opera di Cassiodoro, i Getica sono una delle fonti contemporanee più importanti per la conoscenza delle migrazioni barbariche dal III secolo in poi, in particolare di quelle di Ostrogoti e Visigoti. Nell'opera si menziona anche la campagna militare condotta in Gallia da Riotamo, "re dei Britanni", in cui alcuni studiosi hanno individuato una possibile ispirazione per la figura di re Artù.
Il regno degli Ostrogoti in Italia, imposto per la prima volta dalla conquista di Alarico, fu sempre messo sotto pressione dall'Impero bizantino, deciso a riconquistare i territori italici. Cassiodoro era nato in Italia, a Squillace, nel Bruttium, e fu consigliere e segretario con diversi ruoli sotto vari re goti. Raggiunse l'apice della sua carriera sotto Teodorico, la cui politica mirava a realizzare una pacifica e collaborativa convivenza tra Goti e popoli italici. Fu Teodorico a chiedere a Cassiodoro di scrivere un'opera sui Goti per dimostrare la loro antichità, la loro nobiltà e la loro esperienza e capacità nel governare. Teodorico morì nel 526 e Cassiodoro passò al servizio del nuovo sovrano. L'opera fu forse scritta a Ravenna, capitale del regno goto, tra il 526 e il 533. Giordane dice che utilizzò i fatti narrati da Cassiodoro, ma non le sue parole. 
Gli eventi, le persone e i popoli menzionati nei Getica sono spesso più antichi di secoli rispetto al tempo in cui visse Giordane. Per questo tra gli studiosi si è fatto strada, tra gli altri, il dubbio se le figure menzionate siano in realtà antiche quanto detto. I più scettici ritengono che l'opera sia principalmente mitologica e si interrogano addirittura se Giordane sia davvero esistito, o se sia il vero autore. Altri si sono invece concentrati su quanto ci sia o non ci sia di storico e di attendibile nell'opera. Ad esempio, è ormai accertata, proprio come ha scritto Giordane, l'origine scandinava dei Goti. 
Giordane cita alcuni autori a lui precedenti, come i perduti Ablabio, sconosciuto autore di un perduto Gothorum gentis ("Del popolo gotico"), Dessippo per le notizie sui Vandali e sugli Eruli, Dione Crisostomo, autore di un altro Getica, Fabio, sconosciuto autore di un'opera perduta, in cui si parlava dell'assedio di Ravenna e Prisco di Pànion, per le notizie su Attila. Tra le fonti note, Giuseppe Flavio, che menziona brevemente i Goti e gli Sciti, Livio, che fa una breve menzione dei Goti, Lucano, che menziona la dinastia degli Amali, Pompeo Trogo, Pomponio Mela, Claudio Tolomeo sulla Scandinavia, Strabone, fonte di notizie sulla Britannia, Simmaco, per notizie di seconda mano tratte da Giulio Capitolino su Massimino il Trace, Tacito, per citazioni sulla Britannia e Virgilio.

## Importanza
L'intento dichiarato di Giordane è quello di "condensare col mio stile in questo piccolo libro i 12 volumi della storia dei Goti, scritta da Cassiodoro". Giordane ammette comunque di non aver avuto accesso all'intera opera di Cassiodoro, aggiungendo particolari di sua memoria. Nulla del lavoro è scritto con le parole di Cassiodoro ed è quindi oggi impossibile discernere ciò che davvero proviene da questo autore. I Getica sono l'unica fonte rimasta sull'origine dei Goti, popolo che per un certo periodo dominò l'Europa orientale, prima di essere scacciati dagli Unni.
Giordane visse in zone controllate dai Goti e per questo ebbe una posizione privilegiata per conoscere di prima mano le tradizioni e la storia di questo popolo germanico, anche se Giordane stesso dice di aver utilizzato l'opera di Cassiodoro.
L'edizione classica di quest'opera è quella realizzata nel XIX secolo da Theodor Mommsen (nei Monumenta Germaniae Historica. Auctores antiquissimi. V, II). Il manoscritto meglio conservato era l'Heidelberg, scritto ad Heidelberg (in Germania), forse nell'VIII secolo, che andò però distrutto in un incendio scoppiato in casa del Mommsen. Di grande valore sono anche il manoscritto Vaticano Palatino del X secolo e quello Valencieno del IX secolo.